# ボストン・クリーム・パイ
ボストン・クリーム・パイ（英語: boston cream pie）とは、スポンジケーキにカスタードクリームを挟んでガナッシュをかけたケーキであり、マサチューセッツ州で人気を博している。1996年12月12日にボストン・クリーム・パイはマサチューセッツ州のオフィシャル・デザートに制定された。
このデザートが考案された当時、パイとケーキはどちらもワシントン・パイプレートという型に入れて焼かれていたため、ケーキに区分される菓子の中にも「パイ」と呼ばれるものがある。19世紀後半には、このケーキは「クリームパイ」「チョコレートクリームパイ」「カスタードケーキ」とも呼ばれていた。。

## 歴史
ボストン・クリーム・パイは1834年から1856年の間に考案されたと考えられている。ボストンのパーカーハウスホテルのフランス系アルメニア人シェフであるアウグスティーヌ・フランソワ・アネザンが考案者といわれ、1856年のホテルの開業時にこのデザートが考案されたとされている。アメリカン・プディング・ケーキ・パイ、ビーチャーズ・クリーム・ケーキ、ワシントン・パイなどのケーキから派生したこの菓子は、当初パーカーハウスのメニューではチョコレート・クリーム・パイ、パーカーハウス・チョコレート・クリーム・パイの名前で記されていたが、最終的にボストン・クリーム・パイの名称が定着した。
パーカーハウスが提供していたボストン・クリーム・パイは薄い層に切り分けたスポンジケーキにカスタードを挟んだ上でケーキの側面にもカスタードを塗り、上面をチョコレートのコーティングと、蜘蛛の巣の形に描いた白いフォンダンで飾り、周囲にローストしたアーモンドを散らすものだった。同時期にカスタードを挟んだケーキは他にも存在していた可能性はあるが、コーティングとしてチョコレートを用いる新しい手法が好まれ、人気を博したメニューとなった。
「チョコレートクリームパイ」という名称は、1872年に"Methodist Almanac"に初めて現れ、1878年に出版された"Granite Iron Ware Cook Book"で「ボストン・クリーム・パイ」という単語が初めて印刷物に使用された。現代のケーキのレシピとして知られているもので最も古いものは、1887年に"Miss Parloa's Kitchen Companion"で「チョコレートクリームパイ」として紹介されているレシピである。

## バリエーション
ボストン・クリーム・ドーナツ（Boston cream doughnut/Boston cream donut、ボストン・クリーム・パイ・ドーナツ、ボストン・クリームとも）は、生地にバニラカスタードもしくはクレーム・パティシエールを詰め、チョコレートをアイシングしたベルリーナーの一種である。イーストで膨張させた丸くて固い生地にカスタードを詰め、チョコレートでコーティングされたドーナツであるため、小型のボストン・クリーム・パイを想起させ、それが着想のもとになった。
ボストン・クリーム・ドーナツはマサチューセッツ州だけでなく、アメリカ全土やカナダでも人気がある菓子であり、
2003年にボストン・クリーム・ドーナツはマサチューセッツ州の公式ドーナツに指定された。